# Bratayley
Bratayley war ein US-amerikanischer YouTube-Familien-Kanal, welche täglich Vlogs aus dem Alltag veröffentlichten. Der YouTube-Kanal wurde am 30. Dezember 2010 gegründet, am 30. November 2019 gaben die Geschwister Jules und Hayley zusammen mit ihrer Mutter Katie LeBlanc bekannt, dass der Kanal beendet wird und keine neuen Videos mehr veröffentlicht werden.

## Name
Der Name Bratayley ist eine Kombination aus dem Wort „Brat“ und dem Namen „Hayley“. Grund dafür dass man eigentlich den Namen von Hayley nehmen wollte für den Kanal Namen war, dass der Kanal sich ursprünglich auf Hayley fokussieren sollte. Wo man sich aber später umentschieden hat.

## Mitglieder
Bratayley besteht aus:
- Jules LeBlanc, (* 5. Dezember 2004 in Augusta, Georgia)
- Hayley LeBlanc, (* 2. September 2008 in Katy, Texas)
- Caleb LeBlanc, (* 13. Juli 2002 in Augusta, Georgia; † 1. Oktober 2015)
- Katie LeBlanc, (* 23. Juli 1980 in Midwest City, Oklahoma)
- Billy LeBlanc, (* 18. Januar 1980 in Baton Rouge, Louisiana)

## Geschichte
Bratayley wurde am 30. Dezember 2010 gegründet. Das erste Video wurde am 1. Januar 2011 veröffentlicht, man stellte die jüngste Tochter Hayley LeBlanc in den Fokus des YouTube-Kanals. Man veröffentlichte täglich kurze Videos in der Länge von einer bis fünf Minuten, vereinzelt gingen Videos auch länger. Der Kanal zeigte langsam, wie die Kinder aufwachsen.
Im Juli 2013, erzielte der YouTube-Kanal die ersten 100.000 Abonnenten.
Im Oktober 2015 verstarb dann der 13-jährige Bruder Caleb LeBlanc an einer hypertrophen Kardiomyopathie.
Im Jahr 2018 entschied man sich dazu, während des Höhepunktes der Popularität der beiden Geschwister, den Upload-Zeitplan umzustellen, ab sofort kam statt täglich nur noch wöchentlich eine Video, um die Arbeitsbelastung zu verringern.
Im November 2019 wurde bekannt gegeben, dass der Kanal beendet wird und keine neuen Videos mehr veröffentlicht werden.